# The Doobie Brothers
The Doobie Brothers er en rock-gruppe fra USA dannet i 1970.

## Diskografi
- Doobie Brothers (1971)
- Toulouse street (1972)
- The captain and me (1973)
- Takin' it to the streets (1976)
- Livin' on the fault line (1977)
- Minute by minute (1978)
- Minute By Minute (1978)
- One step closer (1980)
- Farewell tour (1982)
- Cycles (1989)
- Brotherhood (1991)
- Best of the doobie brothers live (1996)

| Musikgruppe | Spire Denne artikel om en amerikansk musikgruppe er en spire som bør udbygges. Du er velkommen til at hjælpe Wikipedia ved at udvide den. |